# Haus Lohmann (Stuhr)
Das Haus Lohmann in Stuhr, Ortsteil Brinkum, Bremer Straße 29, stammt von 1834. Es wird aktuell als Seniorenbegegnungsstätte genutzt.
Das Gebäude ist in der Liste der Baudenkmale in Stuhr.

## Geschichte
Als Kirchdorf von 1063 lag Brinscimibroch an der gemeinen Heerstraße nach Osnabrück bzw. Minden und Hannover.
Ein Bauernhof an diesem Standort wurde bereits um 1530 schriftlich belegt. Eigentümer waren die Familien F(V)assmer, dann Buschmann und später Lohmann. Das Haus brannte 1729 beim großen Brand in Brinkum ab. Es wurde wieder aufgebaut.

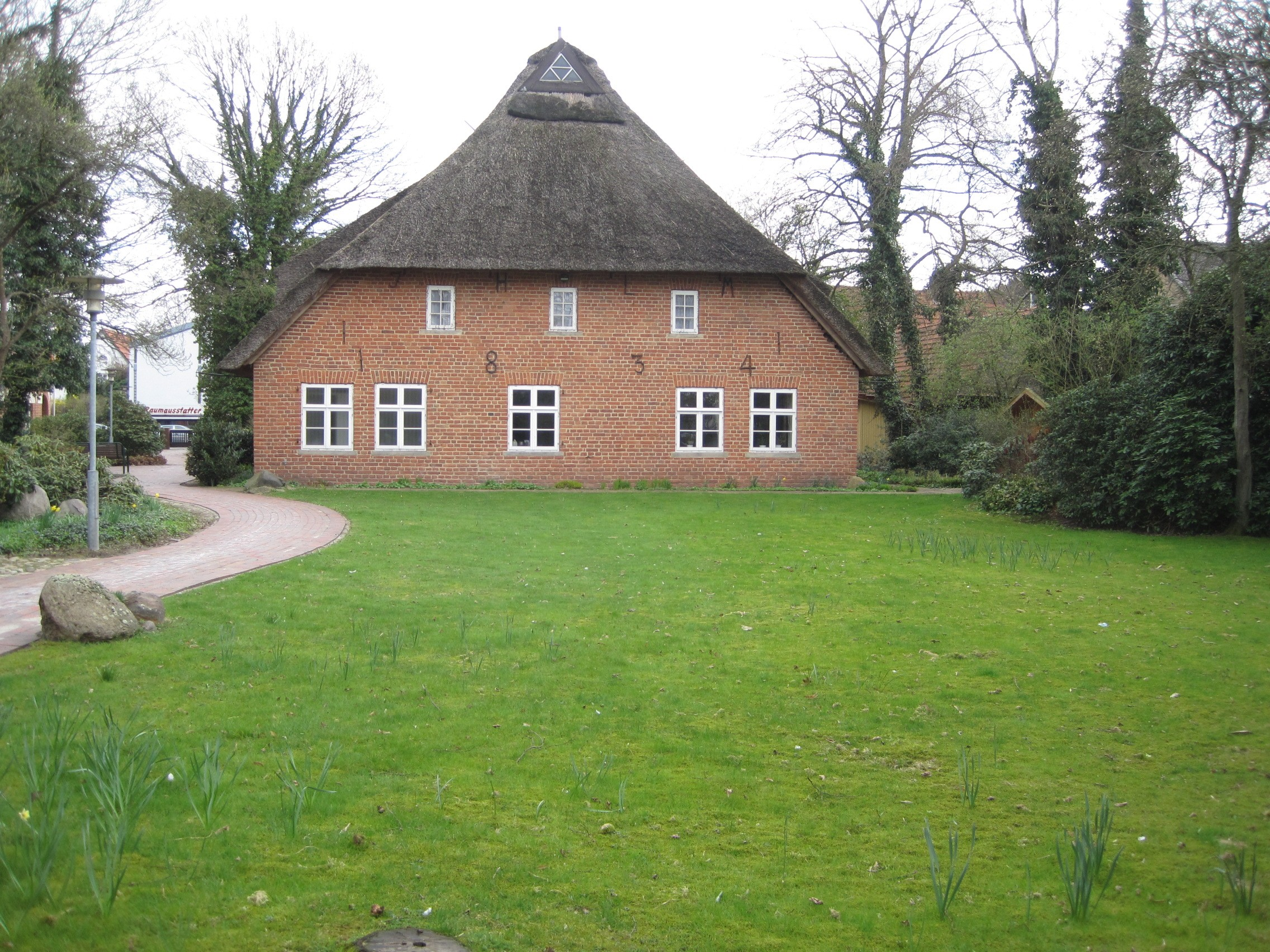
Rückseite

Das eingeschossige verklinkerte Fachwerkhaus ist ein niedersächsisches Bauernhaus von 1834 als Zweiständer-Hallenhaus mit einem reetgedecktem Krüppelwalmdach mit Uhlenloch, den Stein-Ausfachungen, den markanten Streben im Giebel und der Groten Dör. Es ist 10 m × 23 m groß, gegliedert in Diele mit Ställen, Fleet (Küche) und Wohnbereich. Es war das Haus der Frachtfahrerfamilie Lohmann. Frachtfahrer waren Landwirte, die als Nebenerwerb Waren transportierten. Die Rückseite erhielt später eine gemauerte Wand.
Das Haus wurde von 1990 bis 1994 von der Gemeinde Stuhr aufwändig saniert: Die Diele wurde zum Tagungsraum, die Viehställe zur Töpferwerkstatt, zum Fotolabor zum Medienraum und zu einem Büro. Das Fleet erhielt Sanitärräume und aus dem alten Wohnraum, dem Dönzen, wurde ein Gruppenraum mit neuer Küche. Im Dachgeschoss kam eine neue kleine Wohnung hinzu. Es wird seit 1994 als Seniorenbegegnungsstätte genutzt.